# Patuca nationalpark
Patuca nationalpark är en nationalpark i Honduras. Den ligger i departementet Departamento de Olancho, i den sydöstra delen av landet, 210 km öster om huvudstaden Tegucigalpa.